# 1275 Сімбрія
1275 Сімбрія (1275 Cimbria) — астероїд головного поясу, відкритий 30 листопада 1932 року.
Тіссеранів параметр щодо Юпітера — 3,320.